# Platylister roberstorfi
Platylister roberstorfi är en skalbaggsart som först beskrevs av Lewis 1885.  Platylister roberstorfi ingår i släktet Platylister och familjen stumpbaggar. Inga underarter finns listade i Catalogue of Life.